# Stokes-skift

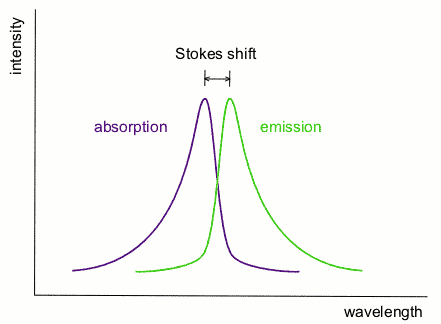
Stokes-skift.

Stokes-skift är skillnaden i våglängd eller frekvens mellan bandmaxima för absorptionsspektrum och emissionsspektrum (fluorescens och ramanspektroskopi är två exempel) av samma elektronövergång. Fenomenet har uppkallats efter den irländske fysikern George Gabriel Stokes.
När ett system (en atom eller molekyl) absorberar en foton tillförs den energi och hamnar i ett exciterat tillstånd. Ett sätt för systemet att återgå är att sända ut en foton och bli av med energin (ett annat sätt vore att omvandla energin till värme). När den emitterade fotonen har lägre energi än den exciterade kallas skillnaden Stokes-skift. Om den emitterade fotonen har högre energi än den absorberade talar man om "anti-Stokes-skift" - denna extra energi kommer från tillintetgörande av fononer i kristallgittret, d.v.s. en minskning av vibrationsenergin, vilket kyler kristallen. Yttriumoxisulfid dopad med gadoliniumoxisulfid är ett vanligt industriellt anti-Stokes-pigment som absorberar i nära infrarött och emitterar synligt ljus. Ett anti-Stokes-skift kan också uppkomma på grund av absorption av två eller flera successiva fotoner.

## Stokes-fluorescens
Stokes-fluorescens är återemission av fotoner med längre våglängd (d.v.s. med lägre frekvens och lägre energi) av en molekyl som absorberat fotoner av kortare våglängd (högre frekvens och högre energi). Både absorption och emission av energi är unika karakteristika för en molekylstruktur. 
Om ett material har ett bandgap i det synliga området absorberas det ljus som faller på materialet och exciterar elektroner till högre energinivåer. Elektronerna stannar kvar i exciterat tillstånd i ungefär 10−8 sekunder - beloppet varierar beroende på ämnet. Efter att elektronen på något sätt förlorat energi (härav den längre våglängden) återvänder den till grundtillståndet under utsändande av synligt ljus.

## Matematisk beskrivning
Stokes-skiftet är skillnaden i energi mellan absorberade och återemitterade fotoner:
{\displaystyle {\begin{aligned}\Delta E_{\mathrm {foton} }&=E_{\mathrm {em} }-E_{\mathrm {abs} }\\&=h\left(\nu _{\mathrm {em} }-\nu _{\mathrm {abs} }\right)\\&=hc\left({\frac {1}{\lambda _{\mathrm {em} }}}-{\frac {1}{\lambda _{\mathrm {abs} }}}\right)\end{aligned}}}
{\displaystyle \nu } … Frekvens
h … Plancks konstant
c … Ljusets hastighet
{\displaystyle \lambda } … Våglängd
När bara en foton absorberas per molekyl är våglängden hos den emitterade större än hos den absorberade:
{\displaystyle \lambda _{\mathrm {em} }>\lambda _{\mathrm {abs} }.}
Energiförlusten omvandlas härvid till värmeenergi, t.ex. vibrationsenergi, hos den absorberande substansen:
{\displaystyle {\begin{aligned}\Leftrightarrow {\frac {1}{\lambda _{\mathrm {em} }}}&<{\frac {1}{\lambda _{\mathrm {abs} }}}\\\Leftrightarrow c\left({\frac {1}{\lambda _{\mathrm {em} }}}-{\frac {1}{\lambda _{\mathrm {abs} }}}\right)&<0\\\Leftrightarrow \nu _{\mathrm {em} }-\nu _{\mathrm {abs} }&<0\\\Leftrightarrow \Delta E_{\mathrm {foton} }&<0\\\Leftrightarrow \Delta E_{\mathrm {substans} }&>0.\end{aligned}}}
Stokes-skiftet anges ofta som skillnaden i våglängd i enheter som nanometer eller som vågtal i enheter som cm−1:
{\displaystyle \lambda _{s}=\left|\lambda _{\mathrm {em} }-\lambda _{\mathrm {abs} }\right|.}